# ملبورن سيتي ضد ملبورن فيكتوري (17 ديسمبر 2022)
أقيمت مباراة ديربي ملبورن في موسم 2022–23 لدوري الدرجة الأولى الأسترالي لكرة القدم بين ملبورن سيتي وملبورن فيكتوري يوم 17 ديسمبر 2022 في ملعب ملبورن المستطيل، في مدينة ملبورن بأستراليا. وأُقفت المباراة في الدقيقة 22 بعد وقوع عدة حوادث شغب داخل وخارج الملعب - وكانت هذه هي المرة الأولى في تاريخ الدوري الأسترالي التي يجري فيها إيقاف مباراة. 
أشعل مشجعو الفريقين الألعاب النارية وألقواها في المباراة. وفي الدقيقة العشرين توقفت المباراة بسبب إشعال الألعاب النارية وإلقائها على أرض الملعب، من بينها اثنتان ألقتهما جماهير ملبورن فيكتوري. اندلعت مشاجرة عندما قام حارس مرمى ملبورن سيتي توم جلوفر الذي كان يدافع عن المرمى أمام جماهير ملبورن فيكتوري، بالتقاط الشماريخ ورميها بعيدًا عن الملعب، وألقيت الثانية منها على حشد جماهير فيكتوري. وأدى ذلك إلى اقتحام ما بين 100 إلى 200 متفرج لأرض الملعب، وهاجموا جلوفر وحكم المباراة أليكس كينج، اللذين أصيبا بجروح طفيفة. وتوقفت المباراة بعد هذه الأحداث، وفي النهاية تقرر إرجاؤها إلى أجل غير مسمى.
وفي 23 ديسمبر فرض الاتحاد الأسترالي لكرة القدم عقوبات مؤقتة على الناديين أثناء إجراء تحقيق كامل. وأُغلقت أماكن المشجعين النشطين في كلا الفريقين، مع فرض قيود إضافية على مشجعي ملبورن فيكتوري: جرى حظر دعم السفر للمباريات خارج الأرض، بينما جرى تقييد المباريات على أرض الفريق على أعضاء النادي الصالحين فقط.
وانتهت المباراة بنتيجة 2-1 حيث سجل إيدن أونيل لاعب ملبورن سيتي هدفًا آخر قبل أن يسجل ملبورن فيكتوري هدفًا تعزية عن طريق نيشان فيلوبيلاي.

## الخلفية
كانت هذه المباراة هي ديربي ملبورن رقم 40 الذي أقيم منذ انطلاق الديربي في عام 2010. وكانت الثانية من ثلاث مباريات ديربي ملبورن مقررة في ذلك الموسم، حيث كان ملبورن سيتي هو الفريق المضيف المعين لهذه المباراة؛ وانتهت مباراة الديربي السابقة، والتي كانت مخصصة لملبورن فيكتوري على أرضه، بفوز ملبورن سيتي 2-0.

## المباراة

### الأحداث
قبل بدء المباراة هتف مشجعو الفريقين ضد قرار رابطة الدوري الأسترالي لكرة القدم بمنح حقوق استضافة نهائي الدوري لمدينة سيدني على مدار السنوات الثلاث المقبلة، ورفعوا لافتات تنتقد القرار في الدقيقة العشرين. وأشعلت جماهير الفريقين الألعاب النارية في المباراة، وألقت منها على أرض الملعب. وفُجِّرت تفجير الألعاب النارية. 

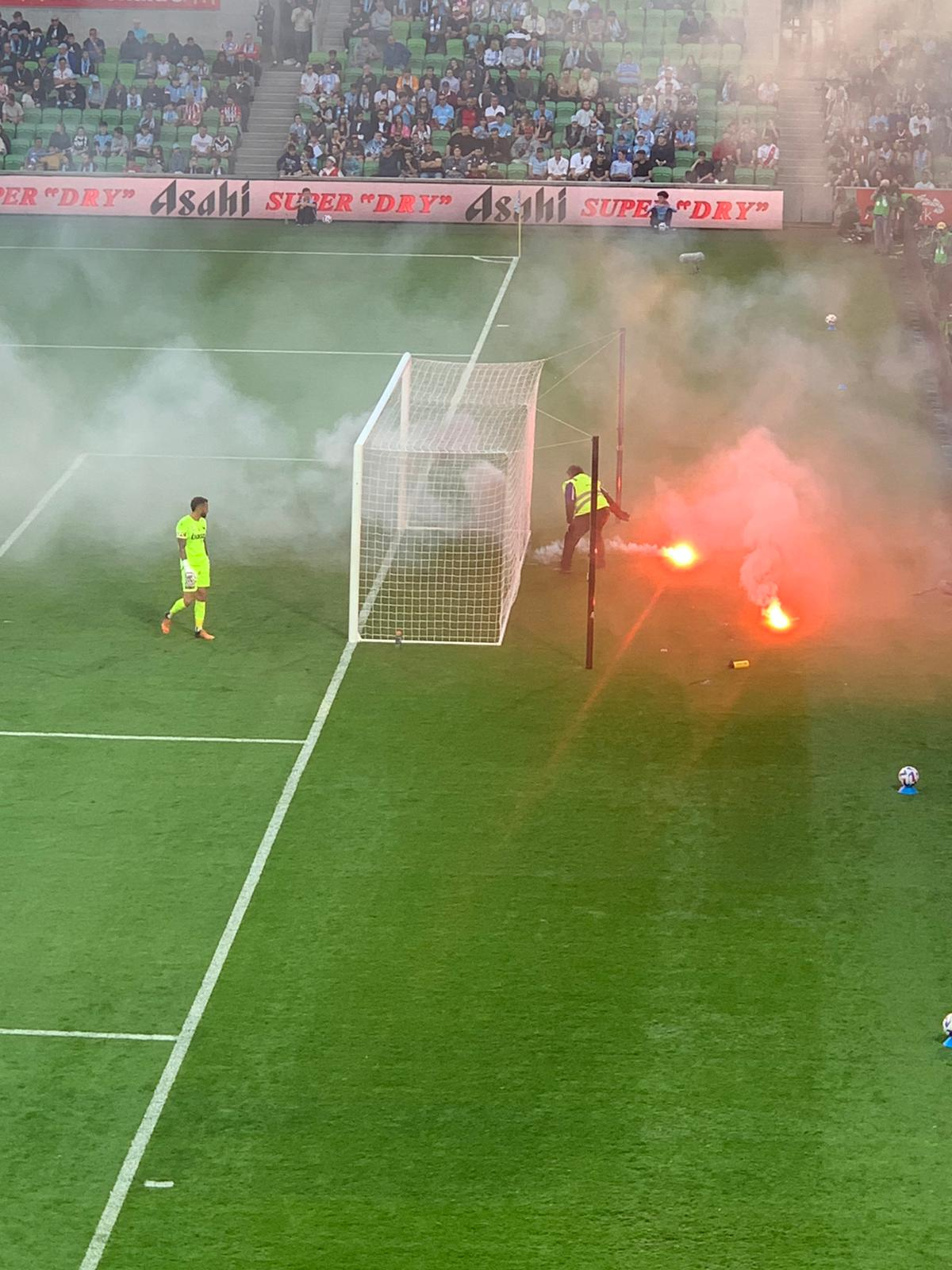
شُعلت حرائق في أرض الملعب عند نهاية حارس مرمى ميلبورن فيكتوري بول إيزو.

وفي الدقيقة العشرين من المباراة أوقف الحكم أليكس كينج اللعب لإلقائه الألعاب النارية على أرض الملعب. وألقىأنصار فريق ملبورن فيكتوري قنبلتين صوتيتين. التقت حارس مرمى ملبورن سيتي توم جلوفر القنابل الصوتية وألقى بها بعيدًا عن الملعب، وألقيت الثانية منها على حشد جماهير فيكتوري.  أدى هذا إلى اقتحام الملعب من مئات المشجعين، وخلال ذلك قام أحد المتفرجين برمي دلو معدني من الرمل، والذي استخدمه مسؤولو المباراة لإطفاء الألعاب النارية المشتعلة، على جلوفر، مما أدى إلى إصابة جلوفر بارتجاج في المخ وجرح في الوجه.   وأصيب الحكم أليكس كينج ومصور تلفزيوني واثنين من حراس الأمن في الاشتباك. صدرت أوامر للاعبين والمدربين من كلا الفريقين بمغادرة الملعب، بينما حاول مشرفو الملعب والموظفون حماية اللاعبين والموظفين من المقتحمين للملعب. بعد تأخير طويل، أوقف المباراة أخيرًا عند النتيجة 1-0، مما أثر على لاعبي الفريقين جسديًا ونفسيًا.
| أونيل |

| {{{العنوان}}} | {{{العنوان}}} |

سجل إيدن أونيل هدفًا في الدقيقة 57 من المباراة، بعد 108 أيام من هدفه في المباراة الأولى ليمنح ملبورن سيتي التقدم 2-0. سجل نيشان فيلوبيلاي هدفًا في الدقيقة 89 بعد تمريرة حاسمة من بروس كاماو ليقلص النتيجة إلى 2-1، لكن فيكتوري لم يتمكن من إدراك التعادل. وانتهت المباراة بتمسك توم جلوفر حارس مرمى مانشستر سيتي، الذي تعرض لاعتداء من جماهير فيكتوري، ما تسبب في إلغاء المباراة في الموعد الأصلي، بالكرة بعد أن حصل على ركلة ركنية في الدقيقة 94 لصالح فيكتوري.
وتضمنت الإحصائيات الغريبة التي نشأت بسبب التأجيل انتظار أونيل لمدة 108 أيام بين هدفه الأول والثاني، ودخول راي مارشان كبديل لفريق ملبورن فيكتوري على الرغم من أنه بدأ المباراة في ديسمبر، وظهور بروس كاماو وفيرناندو روميرو لأول مرة مع ناديهما على الرغم من أنهما لعبا قبل استئناف المباراة وكلاهما انضما إلى النادي بعد بدء المباراة.
1. ↑  Lynch، Joey (17 ديسمبر 2022). "Australian A-League: Melbourne derby abandoned after violent pitch invasion". ESPN. مؤرشف من الأصل في 2023-08-21. اطلع عليه بتاريخ 2023-08-21.
2. ↑  Ward، Roy (17 ديسمبر 2022). "Player injured, Melbourne derby abandoned after violent pitch invasion". The Sydney Morning Herald. مؤرشف من الأصل في 2022-12-21. اطلع عليه بتاريخ 2022-12-24.
3. ↑  Lerner، Ronnie (17 ديسمبر 2022). "A-League Melbourne derby descends into chaos with violent pitch invasion". News.com.au. News Corp. مؤرشف من الأصل في 2025-04-27. اطلع عليه بتاريخ 2022-12-17.
4. ↑  "A-League: Melbourne City-Melbourne Victory game abandoned after spectator injures player". BBC Sport. British Broadcasting Corporation. 17 ديسمبر 2022. مؤرشف من الأصل في 2022-12-17. اطلع عليه بتاريخ 2022-12-17.
5. ↑  Patterson، Emily (17 ديسمبر 2022). "Melbourne City goalkeeper Tom Glover left bleeding from the head as A-League game abandoned after violent pitch invasion". Wide World of Sports. Nine Network. مؤرشف من الأصل في 2022-12-17. اطلع عليه بتاريخ 2022-12-17.

| الحكام المساعدون:</br> كيرني روبنسون ( أستراليا )</br> دانييل إيليفسكي ( أستراليا )</br> الحكم الرابع :</br> لاشلان كيفيرز ( أستراليا )</br> حكم الفيديو المساعد:</br> كورت أمز ( أستراليا )</br> مساعد حكم الفيديو المساعد:</br> كريس جريفثس جونز ( أستراليا ) | قواعد المباراة - 90 دقيقة - لا وقت إضافي أو عقوبات - سبعة بدلاء معينين، يمكن استخدام خمسة منهم - تم السماح للفرق بإعادة تشكيل فريقها في يوم المباراة لاستئناف اللعب. |

## ردود الفعل
أدان اللاعبون والمدربون والمعلقون الحاليون والسابقون ومسؤولي المباراة والموظفين اقتحام الملعب إدانةً واسعةً. وأصدر نادي ملبورن فيكتوري بيانًا يعتذر فيه إلى توم جلوفر وأليكس كينج ومصور التلفزيون عن الإصابات التي تعرضوا لها، ويدين تصرفات المتفرجين الذين دخلوا الملعب، مؤكدًا أن تصرفاتهم غير مقبولة تحت أي ظرف من الظروف وليس لها مكان في كرة القدم.  وأصدرت رابطة كرة القدم الأسترالية بيانًا تدين فيه تصرفات المقتحمين للملعب، قائلةً إن «مثل هذا السلوك ليس له مكان في كرة القدم الأسترالية»، مع التزام المنظمة «بالبدء في تحقيق كامل على الفور، حيث سيجري فرض عقوبات صارمة». 

## الإجراءات التأديبية
في 19 ديسمبر 2022 أصدر الاتحاد الأسترالي لكرة القدم إشعارًا لنادي ملبورن فيكتوري لتبيين السبب، وإعطاهم مهلة حتى الساعة 9 صباحًا يوم الأربعاء 21 ديسمبر لتسويغ عدم مواجهة النادي لعقوبات خطيرة لتشويه سمعة اللعبة من خلال سلوك أنصاره.  ومن بين العقوبات المحتملة التي واجهها النصر، عقوبات مالية، وخسارة نقاط المنافسة و/أو لعب المباريات خلف أبواب مغلقة ، أو على أرض محايدة.
في 21 ديسمبر 2022، أعلن الاتحاد الأسترالي لكرة القدم أنه أصدر حظرًا مدى الحياة على اثنين من المشجعين، رجل يبلغ من العمر 23 عامًا من كريجيبورن ورجل يبلغ من العمر 19 عامًا من ميدو هايتس، من خلال ارتكابهم جرائم بما في ذلك دخول ملعب اللعب دون إذن، والانخراط في سلوك من شأنه أن يسبب أو من المحتمل أن يسبب ضررًا أو يعرض الآخرين للخطر، ومن خلال استخدام عنصر (دلو) بقصد التسبب في الضرر أو الأذى. يشمل هذا الحظر مدى الحياة جميع الأنشطة المتعلقة بكرة القدم في أستراليا بما في ذلك حضور مباريات وفعاليات كرة القدم المعتمدة من قبل الاتحاد الأسترالي لكرة القدم بما في ذلك جميع مباريات الدوري الأسترالي الدرجة الأولى وكأس أستراليا والدوري الوطني الممتاز ومباريات المنتخب الوطني والتسجيل كمشارك في كرة القدم. بالإضافة إلى ذلك، قد يواجه الرجلان تهمًا جنائية مختلفة بما في ذلك الاضطرابات العنيفة، والاعتداء المزعوم، وحيازة إشارات ضوئية، وإطلاق الصواريخ، والدخول إلى مساحة المنافسة الرياضية، وتعطيل المباراة، والإزعاج العام، والسلوك المشاغب، وإطلاق وحيازة الإشارات الضوئية. 
في 22 ديسمبر 2022 أعلن الاتحاد الأسترالي لكرة القدم أنه أصدر حظرًا إضافيًا على 8 متفرجين، تتراوح أعمارهم بين 18 و28 عامًا؛لمشاركتهم في أحداث الديربي، إذ تمتد فترات حظر المتفرجين من خمس سنوات إلى عشرين عامًا. وشملت الانتهاكات التي أدت إلى فرض هذه المحظورات دخول ميدان اللعب دون تصريح، والانخراط في سلوك من شأنه أن يسبب أو من المحتمل أن يسبب ضررًا أو يعرض الآخرين للخطر، والانخراط في سلوك من شأنه أن يسبب أو من المحتمل أن يسبب ضررًا غير قانوني للمكان أو الأشكال المختلفة للبنية التحتية داخل المكان، وإلقاء المقذوفات و/أو الصواريخ بطريقة خطيرة. 
- غرامة مالية إجمالية قدرها 550 ألف دولار أسترالي، تشمل 450 ألف دولار غرامات وأضرارًا و100 ألف دولار خسارة في الإيرادات نتيجة فرض عقوبات رياضية
- لن يتم تنظيم أماكن الجلوس لجماهير الفريق الضيف خلال بقية الموسم وسلسلة المباريات النهائية.
- لا يوجد دعم منزلي منظم وفعال لبقية الموسم وسلسلة النهائيات.
- سيتم خصم 10 نقاط مع وقف التنفيذ لكل حالة من سوء السلوك الخطير من قبل المشجعين لبقية الموسم والمواسم الثلاثة التالية، والتي تنتهي بنهاية موسم 2025/2026 من الدوري الأسترالي.

كان لفرض العقوبات المؤقتة والنهائية تأثير عميق على الحضور في مباريات فيكتوري على أرضه لموسم 2022-23؛ بعد أن بلغ متوسط الحضور 18186 في مبارياتهم على أرضهم قبل ديربي ديسمبر، وانخفض متوسط الحضور في فيكتوري على أرضه إلى 8332 من الحضور في مبارياتهم على أرضهم التي لعبت بعد ديربي ديسمبر.

## الإجراءات القانونية
في 29 أغسطس 2023 أقر «رجل الدلو» أليكس أجيلوبولوس الذي اقتحم الملعب لرمي الدلو المعدني على توم جلوفر، بجرمه في خلق اضطرابات عنيفة والدخول إلى مساحة المنافسة دون عذر معقول. حُكم عليه القاضي روزماري فالا بالسجن مدة ثلاثة أشهر. وجرى إطلاق سراحه بكفالة في انتظار الاستئناف. 
في ديسمبر 2023 ألغت محكمة المقاطعة حكم السجن مُدة 3 أشهر الصادر بحق أجيلوبولوس، بعد أن جادل محاميه محتجًا بأنه من غير العدل أن يُؤمر موكله بالذهاب إلى السجن، وقد جرى تجنيب المتسللين العنيفين الآخرين الذين دخلوا ساحة اللعب في AAMI Park السجن.  صدر حكم جديد على أجيلوبولوس يقضي بإصلاحات مجتمعية لمدة 42 شهرًا، وهو ما يتطلب منه القيام بما لا يقل عن 250 ساعة من العمل المجتمعي غير مدفوع الأجر، بالإضافة إلى الإشراف والعلاج من إدمانه للمخدرات والكحول.  